# José Armando López Falcón
José Armando López Falcón (La Habana, 8 de febrero de 1950) es un piloto y cosmonauta cubano de la Fuerza Aérea de Cuba.

## Biografía
José Armando López Falcón nació en La Habana en 1950. Se graduó como piloto de la Fuerza Aérea Cubana en la Escuela Carlos Ulloa en 1967 y en el Instituto Superior Politécnico José Antonio Echeverría. Entre 1978 y 1980 se graduó en la Academia Militar Aérea Gagarin de Mónino, en el óblast de Moscú de la entonces Unión Soviética. Como parte del programa Intercosmos de la URSS y otros países de Europa Oriental y afines, se entrenó entre 1979 y 1980 como cosmonauta. Junto con Arnaldo Tamayo Méndez, su compatriota, fue seleccionado como tripulación de la misión Soyuz 38 —vuelo soviético-cubano— hacia la estación Saliut 6, en la que López ocuparía el puesto de investigador suplente —segunda tripulación junto a Yevgueni Jrunov—. Finalmente viajó Tamayo y López regresó a Cuba retomando su carrera como piloto militar. En 2013 ocupaba el cargo de presidente de la sección cubana de la Organización de Aviación Civil Internacional.
López se casaría con Iraida Falcón Quintero en 1970, con la que ha tenido 2 hijos una hija, Dayra Marina López Falcón, nacida en 1974 y un hijo José Alejandro Lopéz Falcón nacido en 1983.
Permanece casado desde 1987 con Diana Calderin.